# قصه بنجامین خرگوشه
قصه بنجامین خرگوشه (انگلیسی: The Tale of Benjamin Bunny)کتاب کودکان است که توسط بئاتریکس پاتر نوشته و تصویر سازی شده و توسط انتشارات فردریک وارن و شرکا در سال ۱۹۰۴ منتشر شده‌است. این کتاب دنباله کتاب قصه پیتر خرگوشه است و داستان برگشتن پیترخرگوشه به باغ آقای مک گرگور برای پس گرفتن کت و کفش‌های نو خود با کمک پسر دایی‌اش بنجامین را روایت می‌کند.